# Aleksander Bardini
Aleksander Bardini (ur. 17 listopada 1913 w Łodzi, zm. 30 lipca 1995 w Warszawie) – polski aktor, reżyser teatralny i filmowy oraz pedagog.

## Życiorys
Urodził się w Łodzi w rodzinie żydowskiej jako syn Józefa Bardyniego i Marii z domu Grad. Jego ojciec był z zawodu kucharzem i w 1913 prowadził wraz z żoną jadłodajnię na parterze domu w którym mieszkali, przy ulicy Zielonej 6. Według księgi adresowej m. Łodzi, 1937–1939 Józef Bardyni lokal ten określił jako „restauracja”. Budynek położony obok popularnego w Łodzi „Zielonego Rynku” (obecnie Plac Norberta Barlickiego) zapewniał restauracji Bardynich stałą i dobrą rentowność.
Jako nastolatek występował w kwartecie smyczkowym (skrzypce) oraz w awangardowym kabarecie „Ararat”, wystawiającym spektakle w jidysz, a także w Żydowskim Towarzystwie Literacko-Muzycznym „Hazomir” w Łodzi. Studiował aktorstwo (w latach 1932–1935) i reżyserię (1936–1939) w Państwowym Instytucie Teatralnym w Warszawie, gdzie jego wykładowcami byli Leon Schiller i Aleksander Zelwerowicz. Zmiana nazwiska z Bardyni na Bardini miała miejsce podczas zapisywania się w 1932 do Państwowego Instytutu Teatralnego w Warszawie.
Przed II wojną światową występował w Teatrze Polskim w Warszawie. Obie okupacje: sowiecką i niemiecką spędził we Lwowie. Od września 1939 do czerwca 1941 pracował jako aktor i reżyser w Polskim Teatrze Dramatycznym we Lwowie. Po zajęciu miasta przez wojska niemieckie został przesiedlony do lwowskiego getta. Po ucieczce na aryjską stronę ukrywał się w prywatnym mieszkaniu. Pracę w teatrze wznowił po ponownym zajęciu Lwowa przez wojska radzieckie w lipcu 1944. W 1945 przeniósł się ze lwowskim zespołem do Katowic. Zrealizował tam swoje pierwsze większe przedstawienia, m.in. Dom otwarty Michała Bałuckiego.
W kwietniu 1945 ożenił się z Julią Aftanasową, a 9 sierpnia 1945 we Lwowie urodziła się jego córka Maria, nazywana Maliną. Po pogromie kieleckim w 1946 wyemigrował z Polski. Do listopada 1948 przebywał w Monachium, gdzie pracował jako reżyser i kierownik artystyczny Żydowskiego Teatru Artystycznego. Następnie mieszkał w Montrealu. W Kanadzie pracował w firmie kuśnierskiej i krótko w fabryce lamp.
1 marca 1950 Bardini powrócił do Polski i nawiązał współpracę z warszawskimi teatrami: Wielkim i Polskim. Zrealizował Intrygę i miłość Fryderyka Schillera i Balladynę Juliusza Słowackiego. Ważnym wydarzeniem stała się jego wystawiona w 1955 inscenizacja Dziadów Adama Mickiewicza. W tym okresie rozpoczął współpracę z telewizją, obejmując 1 grudnia 1956 stanowisko naczelnego reżysera programu TVP.
W latach 1958–1960 był dyrektorem Teatru Ateneum. Był wieloletnim pracownikiem w Państwowej Wyższej Szkole Teatralnej w Warszawie (od 1953 profesor). W latach 70. prowadził popularne programy telewizyjne dla estradowców-amatorów w bloku programowym Studio 2. Nauczał na wydziale dramatycznym Uniwersytetu Georgii i w Szkole Muzyczno-Dramatycznej w Sztokholmie.

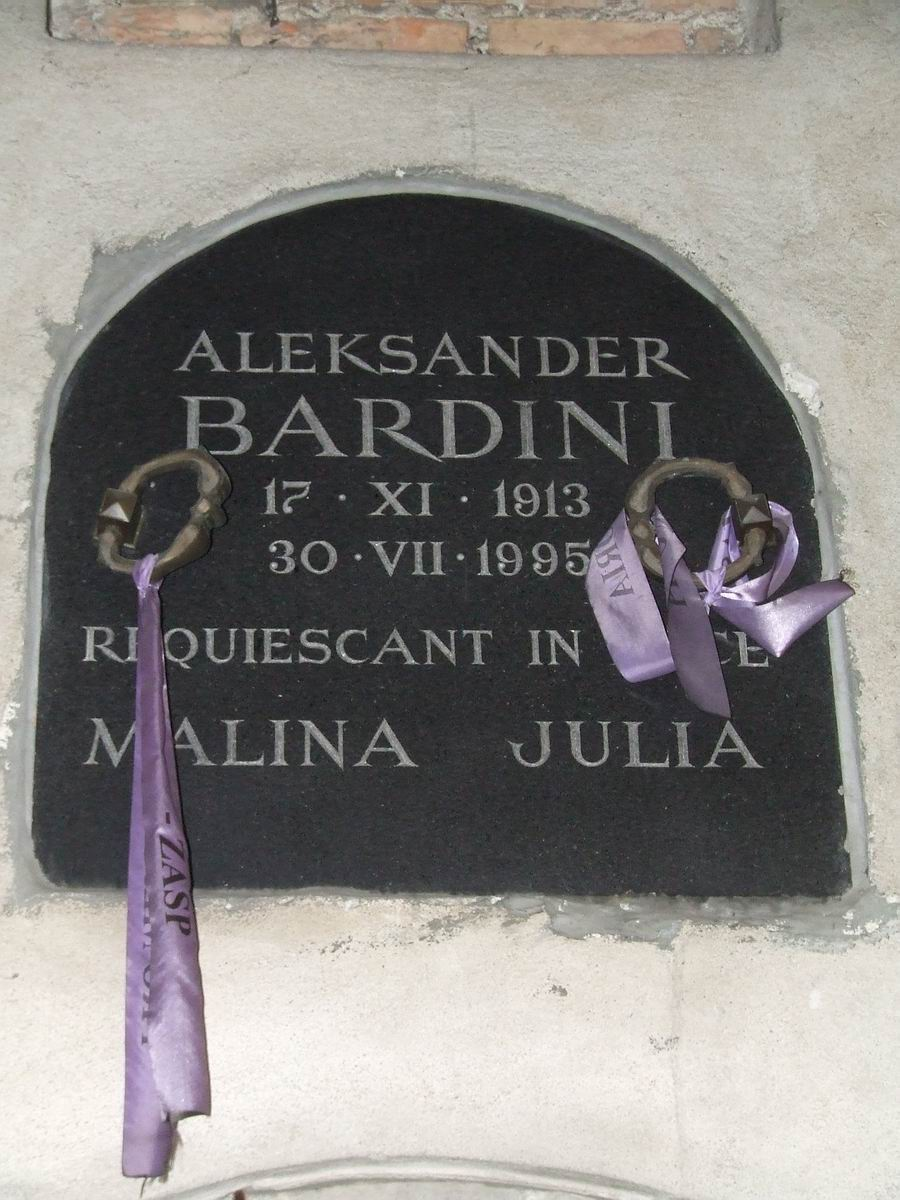
Grób Aleksandra Bardiniego na cmentarzu Powązkowskim w Warszawie

Po siedmiu sezonach pracy w Teatrze Polskim został kierownikiem artystycznym Teatru im. Stefana Jaracza w Łodzi. Był dyrektorem naczelnym i artystycznym Teatru Ateneum w Warszawie. Współpracował z Teatrem Współczesnym w Warszawie. Od połowy lat 60. gościnnie reżyserował przedstawienia w Teatrze Starym w Krakowie.
Pod koniec lat 70. zrezygnował z reżyserii i zajęć ze studentami. Był członkiem Polskiego Ośrodka Międzynarodowego Instytutu Teatralnego ITI i jurorem na wrocławskim Przeglądzie Piosenki Aktorskiej.
Wśród spektakli, które reżyserował, na uwagę zasługują: Balladyna, Henryk IV, Sen nocy letniej, Tango i Stara kobieta wysiaduje oraz spektakle Teatru Telewizji – Profesja pani Warren (1971), Trzy siostry (1974). Zrealizował też dzieła operowe m.in. Borysa Godunowa, Otella, Halkę, Straszny dwór. Grali u niego m.in. Andrzej Łapicki, Henryk Borowski, Bronisław Pawlik, Marek Walczewski, Piotr Fronczewski, Władysław Kowalski, Ewa Ziętek, Krystyna Janda, Joanna Szczepkowska.
Bardini stworzył wiele kreacji aktorskich. Za najbardziej znaczące krytycy uważają rolę Peachuma w Operze za trzy grosze i Giri w Karierze Artura Ui. Widzowie zapamiętali go z ról filmowych m.in. w Sprawie Gorgonowej, Krajobrazie po bitwie, Spirali i Dekalogu.
Pojawiał się w filmach (m.in. u Andrzeja Wajdy, Krzysztofa Zanussiego, Krzysztofa Kieślowskiego) i reżyserował przedstawienia telewizyjne. Zajął się także kształceniem młodzieży na przyszłych aktorów i reżyserów m.in. w Państwowej Wyższej Szkole Filmowej i Teatralnej w Łodzi.
W 1994 obchodził jubileusz 60-lecia pracy artystycznej i zarazem 80. urodzin. Był członkiem Towarzystwa Społeczno-Kulturalnego Żydów w Polsce. 
Zmarł w Warszawie, pochowany w katakumbach na cmentarzu Powązkowskim Warszawie (rząd 107-3).

## Filmografia (wybór)
- 1938: Profesor Wilczur jako lekarz
- 1962: Jutro premiera jako dyrektor teatru
- 1962: Spóźnieni przechodnie jako dyrektor szkoły
- 1963: Mansarda jako Struve
- 1968: Zaliczenie jako profesor Karol Krajewski
- 1969: Urząd jako adwokat Campilli
- 1970: Krajobraz po bitwie jako profesor
- 1971: Markheim jako antykwariusz
- 1972: Ocalenie jako profesor
- 1974: Zabójstwo w Catamount (Pittsville – Ein Safe voll Blut) jako właściciel stacji benzynowej
- 1976: Polskie drogi jako naczelnik poczty
- 1977: Sprawa Gorgonowej jako mecenas Maurycy Axer, obrońca Gorgonowej
- 1978: Spirala jako ordynator
- 1984: Bez końca jako mecenas Labrador
- 1984: Baryton jako biznesmen Leon Stern
- 1986: Utolsó kézirat, Az jako Mák
- 1988: Dekalog II jako ordynator
- 1988: Dekalog IV jako człowiek w windzie
- 1988: Gdzieśkolwiek jest, jeśliś jest... jako profesor Steinberg
- 1988: Dotknięci jako doktor Kazimierz Czerwiński
- 1989: Ostatni dzwonek jako członek jury
- 1990: Korczak jako Adam Czerniaków
- 1991: Podwójne życie Weroniki (La Double vie de Véronique) jako dyrygent
- 1991: Maria Curie (Marie Curie, une femme honorable) jako Charles Bouvard
- 1992: Dotknięcie ręki (The Silent touch) jako profesor Kern
- 1992: Kamienista dolina (La Valle di pietra) jako proboszcz parafii
- 1992: Beltenebros jako Bernal
- 1993: Obcy musi fruwać jako widz na premierze
- 1993: Trzy kolory. Biały jako notariusz
- 1993: Żegnaj Ameryko! (Auf Wiedersehen Amerika) jako pastor Ladislaus
- 1994: Komisarz Rex (pilot serialu) jako właściciel sklepu z tekstyliami, przyjaciel komisarza Mosera

## Polski dubbing
- 1965: Wątła nić – dr Coburn

## Ordery i odznaczenia
- Krzyż Komandorski z Gwiazdą Orderu Odrodzenia Polski (18 listopada 1993)[8]
- Krzyż Komandorski Orderu Odrodzenia Polski (1959)
- Krzyż Oficerski Orderu Odrodzenia Polski
- Krzyż Kawalerski Orderu Odrodzenia Polski (15 lipca 1954)[9]
- Medal 10-lecia Polski Ludowej (19 stycznia 1955)[10]
- Medal Komisji Edukacji Narodowej
- Odznaka tytułu honorowego „Zasłużony Nauczyciel PRL” (1973)
- Odznaka ZAiKS-u (1978)[11]

## Nagrody i wyróżnienia
- Nagroda na I Festiwalu Polskich Sztuk Współczesnych za reżyserię sztuki „Próba sił” Jerzego Lutowskiego (1951)
- Nagroda Państwowa III stopnia (1953)[12]
- Nagroda Państwowa II stopnia (zespołowa) za reżyserię sztuki Leona Kruczkowskiego „Juliusz i Ethel” w Teatrze Kameralnym w Warszawie (1955)[13]
- „Złoty Szczupak” na Festiwalu TV w Olsztynie (1977)
- „Złoty Ekran” – indywidualność telewizyjna (1977)
- Nagroda Przewodniczącego Komitetu do Spraw Radia i Telewizji I stopnia za cykl programów telewizyjnych propagujących kulturę słowa i muzyki wśród młodzieży (1977)
- Nagroda Miasta Stołecznego Warszawy (1982)
- „Wielki Splendor” – nagroda Teatru Polskiego Radia za kreacje radiowe (1994)[14]